# Диссе-су-Курсийон
Диссе-су-Курсийон (фр. Dissay-sous-Courcillon) — посёлок и коммуна во Франции, находящийся в департаменте Сарта административного региона Земли Луары.
Население посёлка составляет около 1000 жителей.

## География
Посёлок Диссе-су-Курсийон расположен в южной части департамента Сарта в месте слияния рек Лон и Граво, в 35 километрах севернее Тура и в 45 километрах южнее Ле-Мана.

## Происхождение названия
Поселение на этом месте в X веке называлось «Disiaccum ultra fluvium Ledum». В 1330 году оно уже упоминалось под названием Dicé.

## История
Пустошь Муарон была местом культовых захоронений кельтов.
Сведения о влиятельной семье Курсийон восходят к VII веку.
В IX веке в Банне (фр. Bannes) король франков Людовик I Благочестивый созвал совет для разрешения тяжбы между епископом Ле-Мана и аббатством Сен-Кале.
Замок Курсийон (фр. château de Courcillon) был построен в XI столетии на возвышенном берегу реки Лон, вследствие чего он нависал над поселением. Пришедшие в негодное состояние укрепления были восстановлены в XIV веке.

### Народные традиции
Согласно старинной традиции, каждый год один из вассалов Курсийона был обязан преподнести своему сеньору в замке королька. Птичку сажали в клетку, которую ставили в двухколёсную телегу. В эту повозку впрягали четырёх быков, которые тащили телегу во двор замка.
Другая традиция существовала в сеньории Верне. Сеньоры ежегодно на День Святой Троицы заставляли прыгать через реку Граво всех женатых мужчин церковного прихода Диссе-су-Курсийон. Хозяин мельницы Куар (фр. moulin Couard) был обязан предоставить судно, с которого из реки вылавливали тех, кто не смог перепрыгнуть реку.

### История церковного прихода
В 1089 году Гийом де Курсийон передал настоятелю Диссе капеллу Сен-Жан, построенную на нижней террасе замка.
В посёлке еще были две другие церкви и две капеллы — церковь в Банне и церковь в хуторе Котьер (именно на этом месте изначально располагалось поселение Диссе-су-Курсийон). Обе церкви в наше время утрачены. В сеньории Верне имелась капелла святой Варвары и капелла святой Катерины, которая существовала вплоть до начала XIX века.

### Новое время
В посёлке, в исторической его части, до сих пор сохранились примечательные дома датированные XVI и XVII веками.
В 1702 году скончавшийся без наследников Пьер II де Перьен, маркиз де Кренан, завещал 6000 ливров самым бедным прихожанам. 
Уже после Французской революции по декрету от 18 августа 1807 года к посёлку Диссе, насчитывавшему 1314 жителей, была присоединена коммуна Банн со своими 450 жителями.
Во время Первой мировой войны погибло 47 жителей коммуны Диссе-су-Курсийон, в чью память в посёлке был возведён мемориальный памятник.

### Вторая мировая война
23 марта 1943 года над пустошью Муарон были десантированы трое британских разведчиков. Один из них травмировался при падении и его приютил у себя хозяин замка Курсийон, который поставил в известность Доктора Гуда из Шато-дю-Луар. Начиная с лета 1943 года самолёты союзнических сил сбрасывали на пустошь вооружение и боеприпасы, которое прятали местные жители, члены Движения Сопротивления. Союзники десантировали сюда разведчиков и вооружение вплоть до 09 августа 1944 года.
11 августа 1944 года Диссе-су-Курсийон был освобождён американскими войсками.

## Демография
В 1821 году в Диссе-су-Курсийоне насчитывалось 1739 жителей.
| 1962  | 1968  | 1975 | 1982 | 1990 | 1999 | 2008 |
| ----- | ----- | ---- | ---- | ---- | ---- | ---- |
| 1 066 | 1 029 | 949  | 952  | 910  | 900  | 992  |

## Экономика

### Промышленность
- Polypack
- Lafarge Béton

## Памятные места и достопримечательности

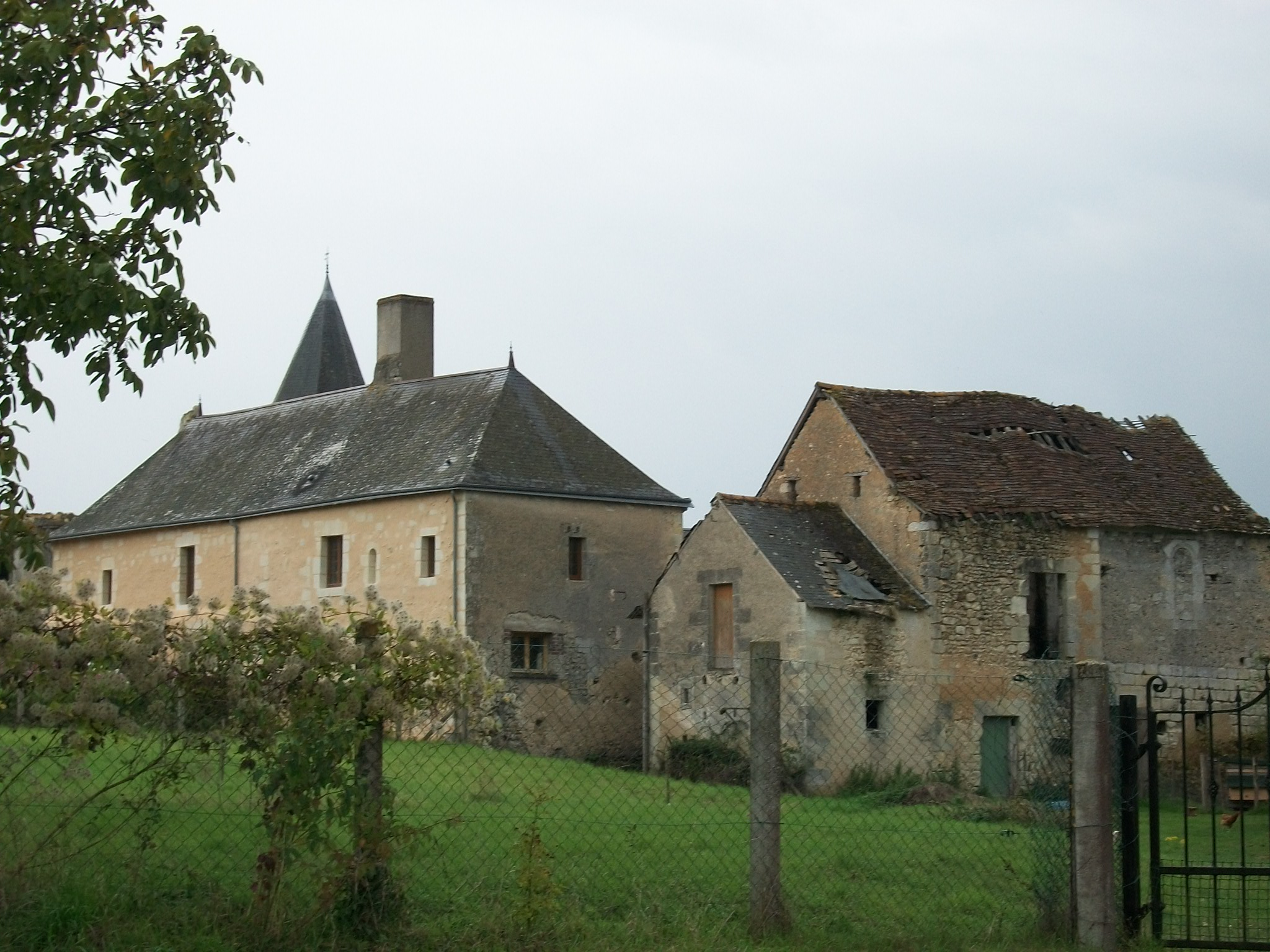
Сеньория Верне

### Имения
- Усадьба де Бонлье (фр. Manoir de Bonlieu), построенная на месте аббатства Бонлье, разрушенного в годы революции.
- Усадьба де ла Джоливерье, построенная в 1834 году.
- Дом правосудия, построенный около 1480 года.

### Мельницы
В окрестностях Диссе-су-Курсийона находится множество старинных мельниц, построенных еще в эпоху средневековья и расширенных в XIX веке. Самая старинная из них мельница в Верне.

### Религиозное наследие
- Аббатство де Бонлье, основанное сенешалем провинции Анжу Гийомом Дэ-Рошем (фр. Guillaume des Roches) в 1219 году, где он был впоследствии похоронен. Аббатство было закрыто и разрушено в период Французской революции.
- Церковь XII века была построена на пожертвование Зигфрида Фулька, графа Анжу, в знак признательности за приобретение епархии Ле-Мана.

### Другие достопримечательности
- Замок Курсийон, строительство которого было начато в XI веке. Вплоть до XIX века дожили его четыре высокие наблюдательные башни, его стены с контрфорсами и подъёмная лестница. Во внутреннем дворе была устроена лестница, спускавшаяся в туннели, ведущие к разным башням. Караульное помещение имело ребристый потолок и камин XV века. В течение XIV века сеньоры де Бёй восстановили обветшавший замок. Пояс укреплений замка был разрушен к 1840 году. Первым сеньором де Курсийон был Hato de Curcellon начиная с 1071 года. Король Людовик XI провёл в замке несколько месяцев.
- Остатки шато де Верне, построенного в XIII веке. Впервые упомянутый в 1250 году, замок почти полностью был разрушен в 1804 году. В период с XVI по XVIII век замком владела семья Ранше. В начале XIX века это жилище выкупил господин Граслен, консул Франции в Испании.

## Мероприятия
- Заезды французских рысаков всех возрастов устраиваются в усадьбе Бонлье.